# Lomatocarpa
Lomatocarpa là chi thực vật có hoa trong họ Apiaceae.